# Hell's Gate Island
Hell's Gate Island est une île d'Antigua-et-Barbuda située près d'Antigua. Elle se distingue par son arche naturelle appelée Hell's Gate.